# Salvador (Puig Antich)
Salvador (Puig Antich) is een Spaanse film uit 2006, geregisseerd door Manuel Huerga. De film is gebaseerd op het boek La historia de Salvador Puig Antich van Francesc Escribano, over de terechtstelling van Salvador Puig Antich, de laatste persoon die tijdens het dictatorschap van Franco in Spanje werd omgebracht. De film vertelt het leven van Salvador Puig Antich van bij de start van zijn politiek engagement bij de Catalaanse bevrijdingsbeweging Movimiento Ibérico de Liberación (MIL) tot bij zijn executie op de garrote in maart 1974. De film won prijzen op diverse filmfestivals, zoals de Filmprijs van Barcelona in 2006 voor beste acteur, beste regie, beste cinematografie en beste film. Op het Internationaal filmfestival van Vlaanderen-Gent werd de film in 2006 genomineerd voor de Grote Prijs.

## Rolverdeling
- Daniel Brühl - Salvador Puig Antich
- Tristán Ulloa - Oriol Arau
- Leonardo Sbaraglia - Jesús Irurre
- Leonor Watling - Cuca
- Ingrid Rubio - Margalida
- Celso Bugallo - Salvadors vader
- Mercedes Sampietro - Salvadors moeder
- Olalla Escribano - Imma Puig
- Carlota Olcina - Carme Puig
- Bea Segura - Montse Puig
- Andrea Ros - Merçona Puig
- Jacob Torres - Santi Soler
- Joel Joan - Oriol Solé
- Pau Derqui - Jordi Solé
- Oriol Vila - Ignasi Solé
- Raül Tortosa - Quim Puig Antich